# Puccinia batesiana
Puccinia batesiana ist eine Ständerpilzart aus der Ordnung der Rostpilze (Pucciniales). Der Pilz ist ein Endoparasit des Garten-Sonnenauges. Symptome des Befalls durch die Art sind Rostflecken und Pusteln auf den Blattoberflächen der Wirtspflanzen. Sie ist im Norden der USA verbreitet.

## Merkmale

### Makroskopische Merkmale
Puccinia batesiana ist mit bloßem Auge nur anhand der auf der Oberfläche des Wirtes hervortretenden Sporenlager zu erkennen. Sie wachsen in Nestern, die als gelbliche bis braune Flecken und Pusteln auf den Blattoberflächen erscheinen.

### Mikroskopische Merkmale
Das Myzel von Puccinia batesiana wächst wie bei allen Puccinia-Arten interzellulär und bildet Saugfäden, die in das Speichergewebe des Wirtes wachsen. Ihre Spermogonien wachsen oberseitig auf den Wirtsblättern. Die überwiegend blattunterseitig wachsenden Aecien der Art sind kurz und stehen in kleinen Gruppen. Sie besitzen 17–22 × 14–20 µm große, kugelige bis breit-ellipsoide und hyaline Aeciosporen mit warziger Oberfläche. Uredien bildet der Pilz nicht aus. Die blattunterseitig wachsenden Telien der Art sind schwarzbraun, gruppiert und bedeckt, sie besitzen bräunliche Paraphysen. Die tief goldenen bis kastanienbraunen Teliosporen sind zweizellig, in der Regel zylindrisch und 40–60 × 12–17 µm groß. Ihre Stiele sind gelblich bis hellbraun und bis zu 25 µm lang.

## Verbreitung
Das bekannte Verbreitungsgebiet von Puccinia batesiana reicht von Nebraska bis Maryland.

## Ökologie
Die Wirtspflanze von Puccinia batesiana ist Heliopsis helianthoides. Der Pilz ernährt sich von den im Speichergewebe der Pflanzen vorhandenen Nährstoffen, seine Sporenlager brechen später durch die Blattoberfläche und setzen Sporen frei. Die Art durchläuft einen Entwicklungszyklus mit Spermogonien, Aecien und Telien, vollzieht aber keinen Wirtswechsel.

## Taxonomie
Die Art wurde 1901 durch Joseph Charles Arthur erstbeschrieben.